# Lotononis exstipulata
Lotononis exstipulata är en ärtväxtart som beskrevs av Harriet Margaret Louisa Bolus. Lotononis exstipulata ingår i släktet Lotononis och familjen ärtväxter. Inga underarter finns listade i Catalogue of Life.